# 1954년 아시안 게임 복싱
1954년 아시안 게임 복싱 경기는 1954년 5월 5일부터 5월 8일까지 필리핀 마닐라에서 열렸다. 복싱이 이 대회에서 아시안 게임 정식 종목으로 처음 채택되었다.

## 참조
- 대회 성적[깨진 링크(과거 내용 찾기)]